# 강민구 (정치인)
강민구(姜敏求, 1964년 10월 16일~)는 대한민국의 정치인(수성구의원, 대구광역시의원(부의장)을 지냈고, (주)한국리빙 대표이사를 역임했다.
대경대 초빙교수로 있으며, 민주당 이력은 대구시당위원장, 최고위원을 거쳐, 현재는 수성갑지역위원장, 민주연구원 부원장이다.

## 학력
- 다인국민학교 전학
- 대구남도국민학교 졸업
- 경운중학교 졸업
- 1980 ~ 1983 : 성광고등학교 졸업
- 1983 ~ 1989 : 경북대학교 경상대학 무역학 학사
- 2000 ~ 2002 : 경북대학교 경영대학원 경영학 석사(마케팅 전공)

## 경력
- 1989년: 삼성전자 수원사업장 인사팀
- ~ 1998년: 삼성전자 한국총괄 마케팅팀
- 1998년~2008년: 한국리빙 대표이사
- 영진전문대 외래교수
- 2011년: 대경대학교 경영학부 자동차딜러과 초빙교수
- 2014년 7월 1일~2018년 3월 26일: 제7대 대구광역시 수성구의회 의원(민선 6기, 대구 수성구 나 선거구, 새정치민주연합→더불어민주당, 초선)
  - 제7대 대구광역시 수성구의회 사회복지위원회 위원
  - 제7대 대구광역시 수성구의회 행정자치위원회 위원
- 대경대학교 신산업창조학부 조교수
- 2018년 7월 1일~2022년 3월 24일: 제8대 대구광역시의회 의원(민선 7기,  대구 수성구 제1선거구, 더불어민주당, 초선)
  - 2018년 7월~2020년 6월: 대구광역시의회 문화복지위원회 위원
  - 2020년 6월~2022년 3월: 대구광역시의회 후반기 부의장
  - 제8대 대구광역시의회 후반기 감염병 대책특별위원회 위원
  - 제8대 대구광역시의회 후반기 기획행정위원회 위원
- 2022년 8월~: 더불어민주당 대구광역시당 수성구 갑 지역위원회 위원장
- 2022년 8월~2024년 7월: 더불어민주당 대구광역시당 위원장
- 2024년 6월~2024년 8월: 더불어민주당 최고위원
- 2025년 2월~: 민주연구원 부원장

## 역대 선거 결과
|  | 27.36% |

|  | 50.21% |

|  | 24.73% |

|  | 30.33% |

1. ↑  “강민구 민주연구원부원장”.